# Relloso (Asturias)
Relloso (en asturiano y oficialmente: Reḷḷousu) es una aldea que pertenece a la parroquia de Calleras en el concejo de Tineo (Principado de Asturias). Se encuentra 682 m s. n. m. y está situada a 19 km de la capital del concejo, la Villa de Tineo.

## Población
Es una población deshabitada desde 2002 (INE, 2002) y cuenta con un total de 18 viviendas (INE, 2010).